# Правда (подводная лодка)
П-1 «Правда» — советская эскадренная подводная лодка, построенная в 1930-х годах, головной корабль IV серии.

## История корабля
«Правда» была заложена 21 мая 1931 года на заводе № 189 (Балтийский завод) в Ленинграде под строительным номером 218, спуск на воду состоялся 30 января 1934 года, а 9 июня 1936 года лодка вошла в состав КБФ.
Подводная лодка была названа в честь газеты «Правда», являвшейся ежедневным центральным печатным органом партии большевиков ВКП (б).
Из-за конструктивных недостатков боевое применение лодки было исключено, поэтому «Правда» использовалась в качестве учебного корабля при подготовке моряков-подводников.
В период с декабря 1937 года по 6 ноября 1939 года лодка прошла капитальный ремонт.
13 мая 1940 года перешла в Кронштадт. С 13 по 20 июня принимала участие в блокаде побережья Эстонии в Нарвском заливе.
В ноябре 1940 года участвовала в групповом походе с П-2 и П-3 в Балтийском море с заходом в Таллин, Ригу, Либаву.
На начало войны лодка входила в Отдельный Учебный Дивизион подводных лодок в Ораниенбауме. Командиром лодки был капитан-лейтенант И. А. Логинов (01.09.1939—10.09.1941).
В сентябре 1941 года было принято решение использовать «Правду» для снабжения войск в Ханко. 9 сентября лодка вышла из Кронштадта с грузом продовольствия, медикаментов, боеприпасов. Лодка двигалась в надводном положении в сопровождении тральщиков БТЩ-205 и БТЩ-211, и двух сторожевых катеров (МО № 305 и № 306). У острова Гогланд «Правда» продолжила поход автономно, но в дальнейшем на связь не выходила и в пункт назначения не прибыла. Предполагается, что она погибла в период между 9 и 11 сентября на минных заграждениях «Юминда» или «Корбета».
Летом 2008 года лодка обнаружена на дне Балтики при обследовании дна для обеспечения прокладки газопровода «Северный поток», в мае 2012 года осмотрена российскими дайверами экспедиции «Поклон кораблям Великой Победы». Установлена причина гибели — подрыв на мине. На лодке установлена памятная табличка и возложены венки, она признана братской могилой.